# De man in de stalles
De man in de stalles is een hoorspel naar het toneelstuk The Man in the Stalls. A Play in One Act (1911) van Alfred Sutro. Voor de vertaling zorgde Geert Stevens en de VARA zond het uit op maandag 19 juli 1954, van 21.38 uur tot 22.08 uur (met een herhaling op maandag 11 april 1966). De regisseur was S. de Vries jr.

## Rolbezetting
- Nell Koppen (Elizabeth Allen)
- Gijsbert Tersteeg (Hector Allen)
- Ko van Dijk jr. (Walter Cozens)

## Inhoud
De toneelcriticus Hector Allen, een veertiger, is gehuwd met Elizabeth, die tien jaar jonger is. Hij vertrekt om een voorstelling bij te wonen en laat haar ondertussen met zijn beste vriend Walter Cozens thuis. Die is iets jonger dan hij en onmiskenbaar een dandy. Van zodra Hector weg is, gaat ze naast Walter zitten, legt haar hoofd op zijn  schouder en kust hem...